# متلازمة ألم اللفافة العضلية
متلازمة ألم اللفافة العضلية (بالإنجليزية: Myofascial pain syndrome)‏ اختصارًا «MPS»، وتعرف أيضًا باسم ألم اللفافة العضلية المزمن (بالإنجليزية: chronic myofascial pain)‏ اختصارًا «CMP»، هي متلازمة توصف بألم حاد في مواضع متعددة لنقاط الزناد العضلية الليفية «العُقد» وتقلص ليفي (للأنسجة الرابطة). بإمكانها أن تظهر في أي جزء من الجسم. وتتضمن أعراض نقاط الزناد العضلية الليفية: طراوة النقطة البؤرية، ازدياد الألم عند ملامسة نقاط الزناد، ازدياد قسوة العضلة عند ملامسة نقطة الزناد، ضعف مزيف في العضلة المعنية، ألم رجيع، ومدى محدود من الحركة بعد حوالي 5 ثوانٍ من تحمُّل ضغط نقطة الزناد.
يُعتقد أن السبب هو التوتر العضلي أو التشنجات العضلية في عضلات المضغ. ويبنى هذا التشخيص على أساس الأعراض ودراسات النوم محتملة.
قد يتضمن العلاج دواء ألم، المعالجة الطبيعية، واقيات الفم، وأحيانًا البينزوديازيبين. وهو سبب شائع نسبيًا للألم الصُدغي الفكي.

## العلامات والأعراض
ألم اللفافة العضلية هو ألم في العضلات أو اللفافة (نوع من الأنسجة الرابطة التي تحيط بالعضلات). بإمكانها أن تظهر في المناطق المتميزة والمعزولة من الجسم. بسبب احتمالية تأثُّر أية عضلة أو لفافة في الجسم، وهذا قد يسبب عددًا من الأعراض الموضعية.
بشكل عام، الألم العضلي ثابت، موجع، وعميق. ومن الممكن أن تتدرج الحِّدة من إزعاج معتدل إلى مُعَذِّبة جسديًا و«مشابهة للبرق» بالاعتماد على الحالة وعلى مكان الألم. ويمكن أن تكون العُقد مرئية ومحسوسة تحت البشرة. ولا يتبدد الألم من تلقاء نفسه، حتى بعد عناية ذاتية بإسعاف أولي تقليدي كالثلج، الحرارة، والراحة. وتتميز أعراض ألم اللفافة العضلية بألم موضعي في منطقة تستعمل بشكل متكرر أو فيها صدمة مع نقاط زناد ناتجة تُسبب إشعاع ألم غير جلدي عند الملامسة. ويمكن ملاحظة اختلال وظيفي لاإرادي ونشاط   EMG (تخطيط كهربائية العضل) تلقائي في المنطقة المُتأثرة.

## الأسباب
أسباب ألم اللفافة العضلية غير موثقة أو مفهومة بشكل كامل. تستبعد دراسة واحدة على الأقل نقاط الزناد: "لقد تم دحض نظرية متلازمة ألم اللفافة العضلية (MPS) الناتجة عن نقاط الزناد (TrPs). وهذا ليس لإنكار وجود الظواهر السريرية نفسها، والتي بالإمكان تطوير تفسيرات سليمة علميًا ومعقولة منطقيًا مبنية على ظواهر عصبية منها. بإمكان بعض الأمراض الجهازية مثل مرض النسيج الضام أن تُسبب األم اللفافة العضلية. وبإمكان الوقفة السيئة والاضطراب العاطفي أن يُثير أو يساهم بحدوث ألم اللفافة العضلية.

## التشخيص
يبنى التشخيص بشكل عام على أساس الأعراض ودراسات النوم المحتملة.

## العلاج
يمكن للعلاج بالتدليك باستخدام تقنيات تحرير نقاط الزناد أن يكون فعالًا في الإراحة من الألم على المدى القصير. وبإمكان العلاج الجسدي عن طريق التمديد الخفيف والتمرين أن يكون مفيدًا لاستعادة المدى الكامل من الحركة وتآزُرية العضلات. يمكن البدء بتمرين تمديد العضلة عند زوال نقاط الزناد، مما يدعم صحة الجهاز العضلي الموضعي على المدى البعيد.
يتضمن تحرير اللفافة العضلية تلاعبًا خفيفًا باللفافة وتدليكًا، ومن الممكن أن يُصحِّح أو يُحسن الحالة.
استنتجت مراجعة منهجية بأن الوخز الجاف يبدو كإضافة مفيدة للعلاجات الاعتيادية لمعالجة متلازمة ألم اللفافة العضلية في أسفل الظهر، ولكن لم يكن هنالك توصيات واضحة بهذا الشأن بسبب أن الدراسات المنشورة كانت صغيرة ومنخفضة الجودة.
قد يكون بإمكان تقييم الوقفة وعلم العمل توفير راحة في المراحل المبكرة من العلاج.  ولوحظ أن تمارين التمديد المتواصلة والخفيفة ضمن مدى حركي مُريح قد قللت الأعراض. وكذلك يُشجع على النشاطات الاعتيادية وغير الشديدة.